# Saniya Toiken
Saniya Toiken (Cazaquistão, 1969) é uma jornalista cazaque.
Começou a carreira jornalística em 1990 em uma estação de televisão e jornais de Almaty. Em 2007, entrou para a Radio Free Europe. Deu início às coberturas acerca da greves de trabalhadores dos setores de petróleo e gás natural em 2008. As reportagens originaram uma série de perseguições à jornalista. Seu carro foi perseguido até que seu motorista sofreu um acidente e ela teve que voltar através de seus próprios meios de uma área remota. Cobriu o massacre de Zhanaozen, que trouxe acusações e publicação de informações pessoais da jornalista em Atyrau, forçando-se a se mudar do local.
Em 2013, tentou criar seu próprio jornal, Ne Khabar?! ("O que há nas notícias?!"). O empreendimento durou um ano e meio e, após ser pressionada pelas autoridades, sua editora a forçou a deixar o jornal, alegando que sua presença afetou o desenvolvimento comercial do jornal. Em 21 de maio de 2016, foi detida em Atyrau, enquanto noticiava os protestos do Código de Terra da cidade.
Acerca disso, tinha relatado anteriormente que a polícia havia fechado as áreas de Isataya e Mahambata, com franco-atiradores tomando o poder de prédios adjacentes. Sua prisão ocorreu em 30 de maio de 2017 e Saniya conseguiu registrar sua captura usando seu celular, publicando o vídeo mais tarde. Recebeu o prêmio International Women's Media Foundation's 2017 Courage in Journalism Award, devido ao seu desempenho no campo jornalístico.